# Xylella fastidiosa

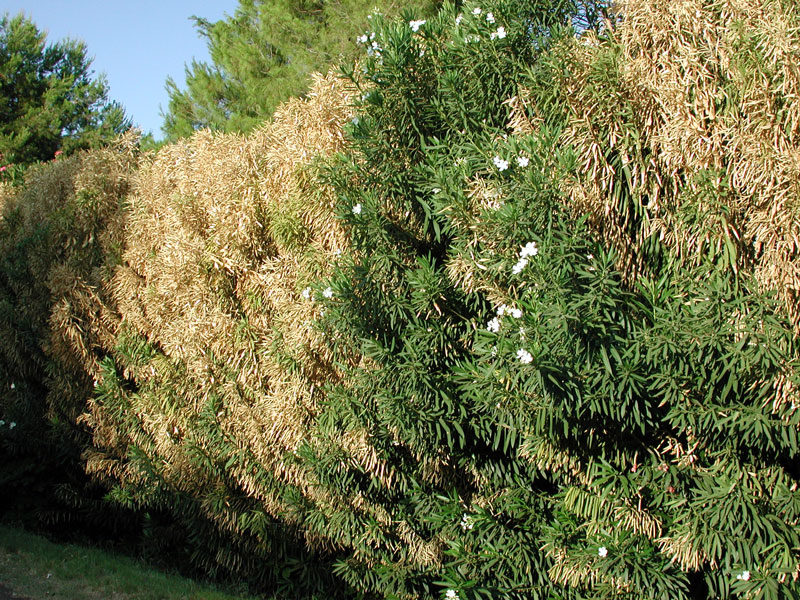
Efeitos da infecção por X. fastidiosa em oleandro.

Xylella fastidiosa é uma bactéria Gram negativa da classe Gammaproteobacteria, família das Xanthomonadaceae, que vive e reproduz-se no xilema (aparelho condutor da seiva bruta) causadora de doenças em plantas economicamente importantes, como a praga do amarelinho que afeta laranjeiras. O género Xylella é monotípico.

## Descrição
X. fastidiosa é capaz de induzir alterações muito graves na planta hospedeira, muitas vezes letais. É também conhecida pela sua extrema capacidade de infecção sendo capaz de se espalhar através de um grande número de plantas hospedeiras, às vezes sem induzir manifestações patológicas. Por estas características, o microrganismo é conhecido pelo dano grave que é capaz de causar uma variedade de culturas agrícolas, sendo a origem da doença de Pierce na videira (Pierce's disease), amarelinho dos citros (clorose variegada dos citrus) no Brasil.
Além disso, uma subespécie de X. fastidiosa está na origem do complexo do secamento da oliveira, uma patologia grave planta que foi feita uma aparência em agricultura italiana desde os anos 2008/2010, de modo que batem as pesadas parcelas olivícolas de Salento no que foi descrito por Joseph-Marie Bové, da Académie de Agricultura da França, como "o pior perigo para a saúde das plantas no mundo".
A bactéria foi encontrada em lavanda (Lavandula dentata) em Portugal no início de 2019  e coloca em risco a produção de azeite do Alentejo
Mais de 100 espécies de plantas afetadas por Xylella spp, com doenças como a pluma ferida do pêssego, a queima das folhas de oleandro, cancro cítrico.; uma incidência significativa também foi relatada em ameixa, cereja e amêndoa.
O genoma de X. fastidiosa foi o primeiro de uma bactéria fitopatogênica a ser sequenciado no mundo, fruto de projeto pioneiro no Brasil lançado pela FAPESP.

## Sintomas

### Folhas
Os sintomas de Xylella fastidiosa aparecem primeiramente nas folhas maduras da copa, surgindo pequenas manchas amareladas, espalhadas na parte lisa da folha e que correspondem a lesões de cor palha nas costas, essas manchas evoluem para lesões de cor palha dos dois lados da folha, podendo se tornar necróticas. 

### Frutos
Apresentam sintomas que vão de acordo com o agravamento da doença, esta faz com que os frutos fiquem com o aspecto de que foram queimados pelo sol, com seu tamanho reduzido, endurecidos e com maturação precoce.

## Transmissão
Onze espécies de cigarrinhas são agentes de transmissão da bactéria que ocasiona a clorose variegada dos citrus. A propagação é realizada após se alimentarem no xilema de árvores contaminadas, adquirindo a bactéria e passando para outras plantas sadias.

## Controle
Como medidas de controle manejo temos a utilização de mudas que não possuam Xylella fastidiosa em novos plantios e em replantes, controle das cigarrinhas e das ervas invasoras com o uso de herbicidas, poda de ramos afetados, sendo realizados 20-30cm abaixo da última folha inferior que apresentar sintomas, manutenção do pomar onda haja a promoção de boas condições sanitárias e nutricionais, por fim a fiscalização e inspeções nos pomares, evitando novos focos da doença.